# Jean-Claude Sillamy
Jean-Claude Sillamy, né le 24 juillet 1932 à Alger et mort le 29 juillet 2016 à Ajaccio, est un musicologue et compositeur français de musique de scène, de musique sacrée et de musique de film.

## Biographie
Né à Alger en 1932, fils de Charles Sillamy (compositeur, directeur de conservatoire) et de Germaine Seban (pianiste), ce compositeur, écrivain, conférencier et archéo-musicologue a fait ses études au Conservatoire d'Alger, et au Conservatoire national supérieur de musique de Paris.
- Universités de Paris Sorbonne et Lyon Lumière.
- Instituts de musicologie de Paris et Lyon II.
- École pratique des hautes études de Paris.
- Institut grégorien.
- École normale de musique de Paris.
- Doctorat de musicologie. doctorat ès lettres et arts.

Jean-Claude Sillamy est membre de la SACEM, de la Société pour l'administration du droit de reproduction mécanique des auteurs, compositeurs et éditeurs (SRDM), de la Société française de musicologie, de la Société internationale de musicologie et de la Société des gens de lettres.
Jean-Claude Sillamy est inhumé au cimetière marin d'Ajaccio auprès de sa fille Carole ; il sera déplacé au cimetière de Porticcio.

## Carrière

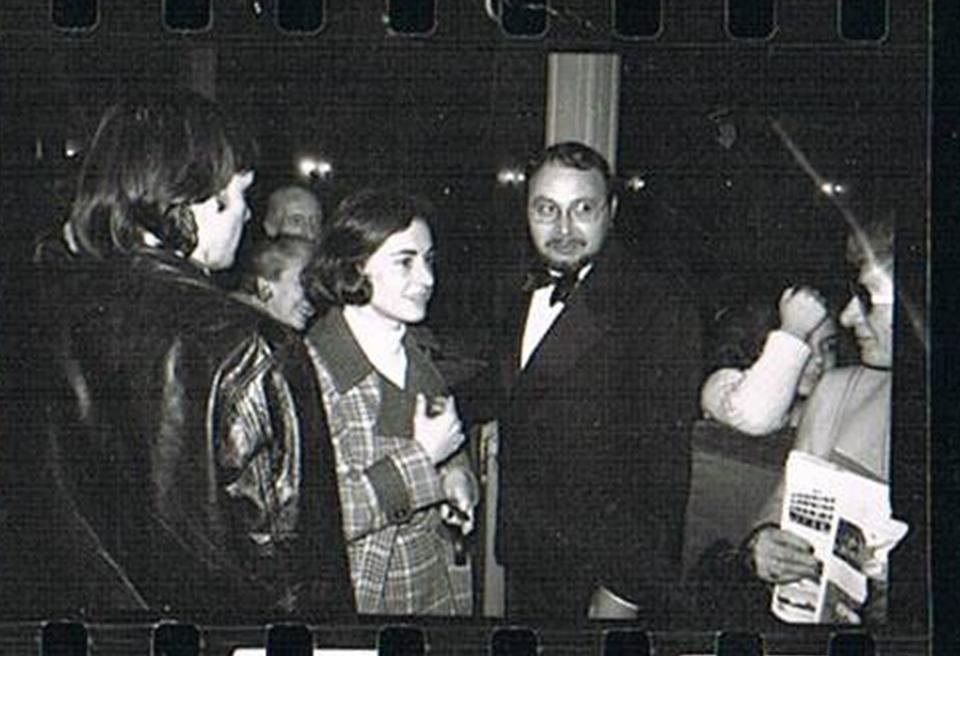
Salle Gaveau 1956 - compositeur Jean-Claude Sillamy

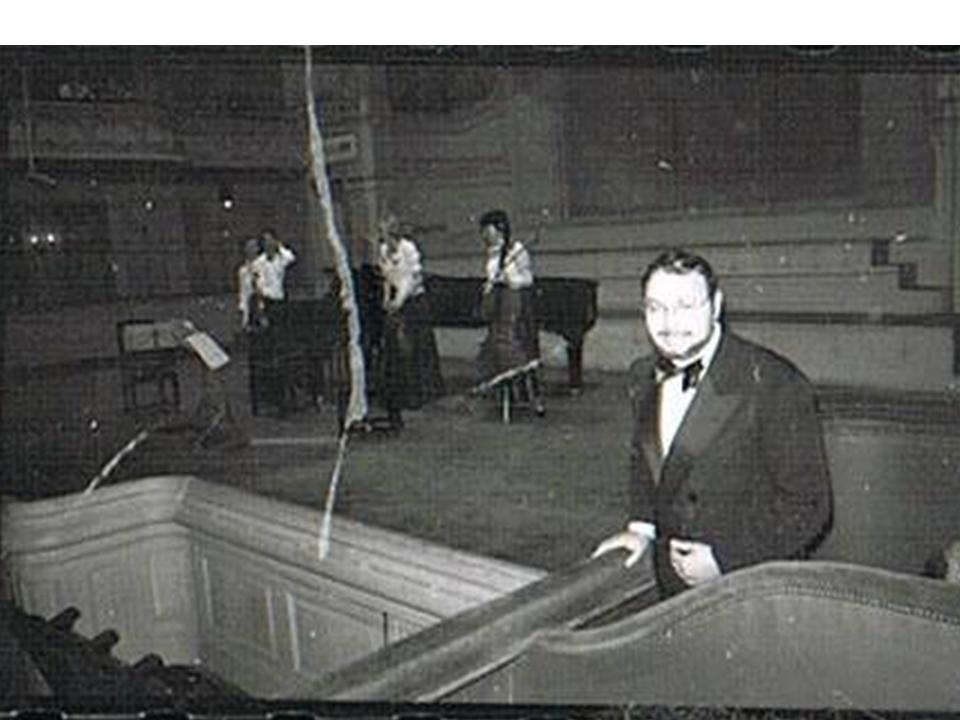
Concert Salle Gaveau Paris 1956 - Jean-Claude Sillamy

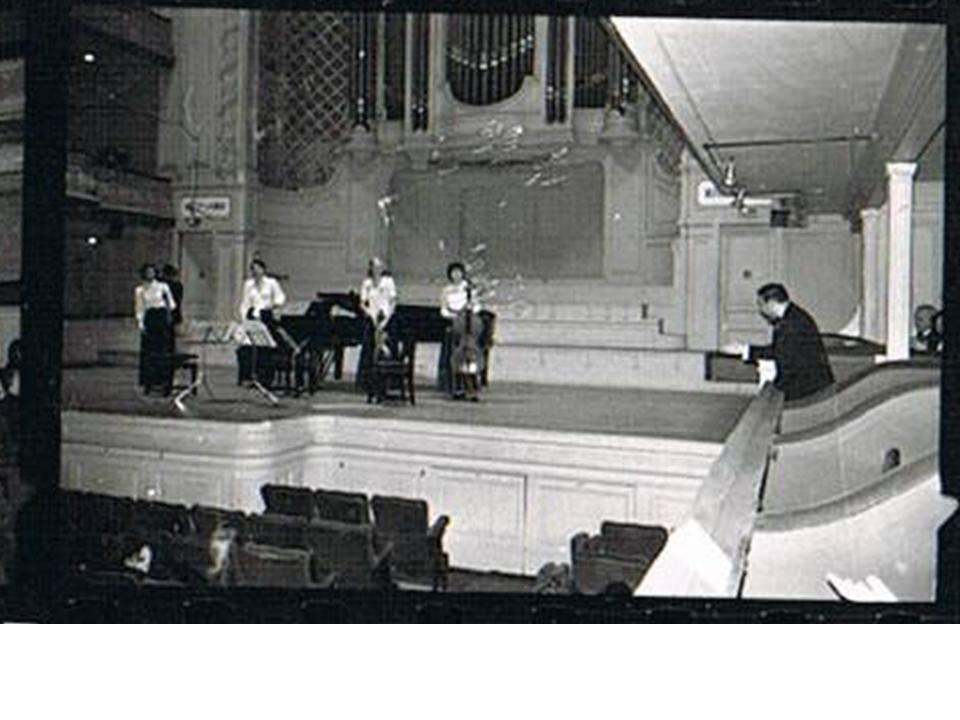
Jean-Claude Sillamy et les musiciennes à Gaveau 1956

- Compositeur de musiques de scènes, de musiques sacrées, de musiques de films,
- Musiques pour piano, pour quatuor, pour orchestres.
- Reconstitution des chœurs de la Grèce antique, d'après les poèmes de Eschyle, Euripide, Liménios et Mésomède.
- Réalisateur de documents audiovisuels de musiques d'expositions, notamment pour l'exposition De la Bible à nos jours, 3000 ans d'art présentée au Grand Palais à Paris.
- Spécialiste de musiques antiques, de Sumer, de Babylone, de Mésopotamie, du Ras-Shambra, de Nippur.
- Spécialité de musiques d'Asie, d'Afrique du Nord, du Proche et du Moyen-Orient.
- Chargé de mission au symposium international de musicologie de Bagdad.
- Chargé de mission, représentant la France au festival de Babylone (1989).
- Professeur de musicologie, conférencier attaché au musée ethnologique de la Corse.

## Œuvres
Musiques pour piano, quatuors et orchestres de chambre
- Sentiers messianiques, 1965[3]
- Quatuor avec piano, 1965
- Quintette à cordes et Musique pour piano, 1974

Musiques pour orgue
- La comète de Halley

Musique symphonique
- Babylone, 1984

## Livres publiés
- Essai de reconstitution de la musique de la Bible, 1re édition publiée en 1957
- Le trésor musical des Athéniens, 1re édition publiée en 2007[4]
- Histoire de l'évolution du langage musical, publié en 1976 [5]
- La musique dans l'ancienne Égypte, 1re édition publiée en 1987
- Le principe de la modulation dans le fragment babylonien d'Ur U.7/80 (XVIIIe siècle av. J.-C.), 1re édition publiée en 1991
- La musique des communautés juives d'Afrique du Nord, 1re édition publiée en 1987[6]

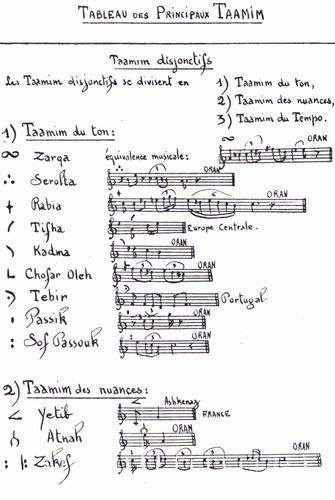
Tableau de principaux Taamim

- Introduction aux musiques païennes de l'Antiquité, 1re édition publiée en 1977
- La théorie musicale des anciens babyloniens, 1re édition publiée en 1977
- La liturgie orientale chaldéenne, 1re édition publiée en 1998
- 27 préludes composés dans le style de la Grèce antique, 1re édition publiée en 1997
Le compositeur s'est essayé à composer 27 préludes dans les formes des partitions du patrimoine national de la Grèce antique après avoir restauré les partitions originales.
- La musique dans l’ancien Orient (2 tomes), 1re édition publiée en 1986  (ISBN 2-284-00613-2)
- La théorie musicale suméro-babylonienne, (BNF 41026144)
- Les grosses flutes antiques, 1re édition publiée en 1970
- Histoire de l'évolution du langage musical, 1re édition publiée en 1976

## Récompenses et distinctions
- Prix de composition musicale
- Prix de la composition française